# Nationaal Park Podilski Tovtry
Het Nationaal Park Podilski Tovtry (Oekraïens: Подільські Товтри національний природний парк) is een nationaal park in de oblast Chmelnytsky in het westen van Oekraïne. De oprichting tot nationaal park vond plaats per presidentieel decreet (№ 476/1996) op 27 januari 1996. Het doel van oprichting was om de natuurlijke landschappen van de historische regio Podolië te behouden, alsmede de vele culturele monumenten die van hoge waarde zijn. Met een oppervlakte van 2.613,16 km² is Nationaal Park Podilski Tovtry het grootste nationaal park van Oekraïne.

## Kenmerken
Nationaal Park Podilski Tovtry is gelegen in het stroomgebied van de Dnjestr en haar zijrivieren. Het gebied wordt gekenmerkt door de vele rotsachtige kloven en glooiende landschappen. De aanwezigheid van meer dan 300 historische monumenten, waaronder het kasteel van Kamjanets-Podilsky, creëert zeer goede condities voor het ontwikkelen van toerisme in het gebied. De naam Tovtry verwijst naar de boogvormige kloven in het nationaal park. Deze kloven werden niet door tektonische processen, maar door weekdieren en andere organismen gevormd. De formatie van de kalksteenrotsen vond plaats langs de kustlijn van een oeroude oceaan, circa 20 miljoen jaar geleden tijdens het Mioceen. Deze kalksteenformaties hebben het karakter van een barrière en vormen tegenwoordig een schilderachtig karstlandschap. Het gebied bereikt een maximale hoogte van 401 meter boven zeeniveau bereiken.

## Dierenwereld
In Nationaal Park Podilski Tovtry zijn 55 soorten zoogdieren, 214 vogels, tien reptielen en elf amfibieën vastgesteld. Enkele interessante diersoorten die er leven zijn bijvoorbeeld de otter (Lutra lutra), hamster (Cricetus cricetus), meervleermuis (Myotis dasycneme), mopsvleermuis (Barbastella barbastellus), oehoe (Bubo bubo), bijeneter (Merops apiaster), groene specht (Picus viridis), roodborsttapuit (Saxicola rubicola), oostelijke smaragdhagedis (Lacerta viridis) en geelbuikvuurpad (Bombina variegata).

## Afbeeldingen

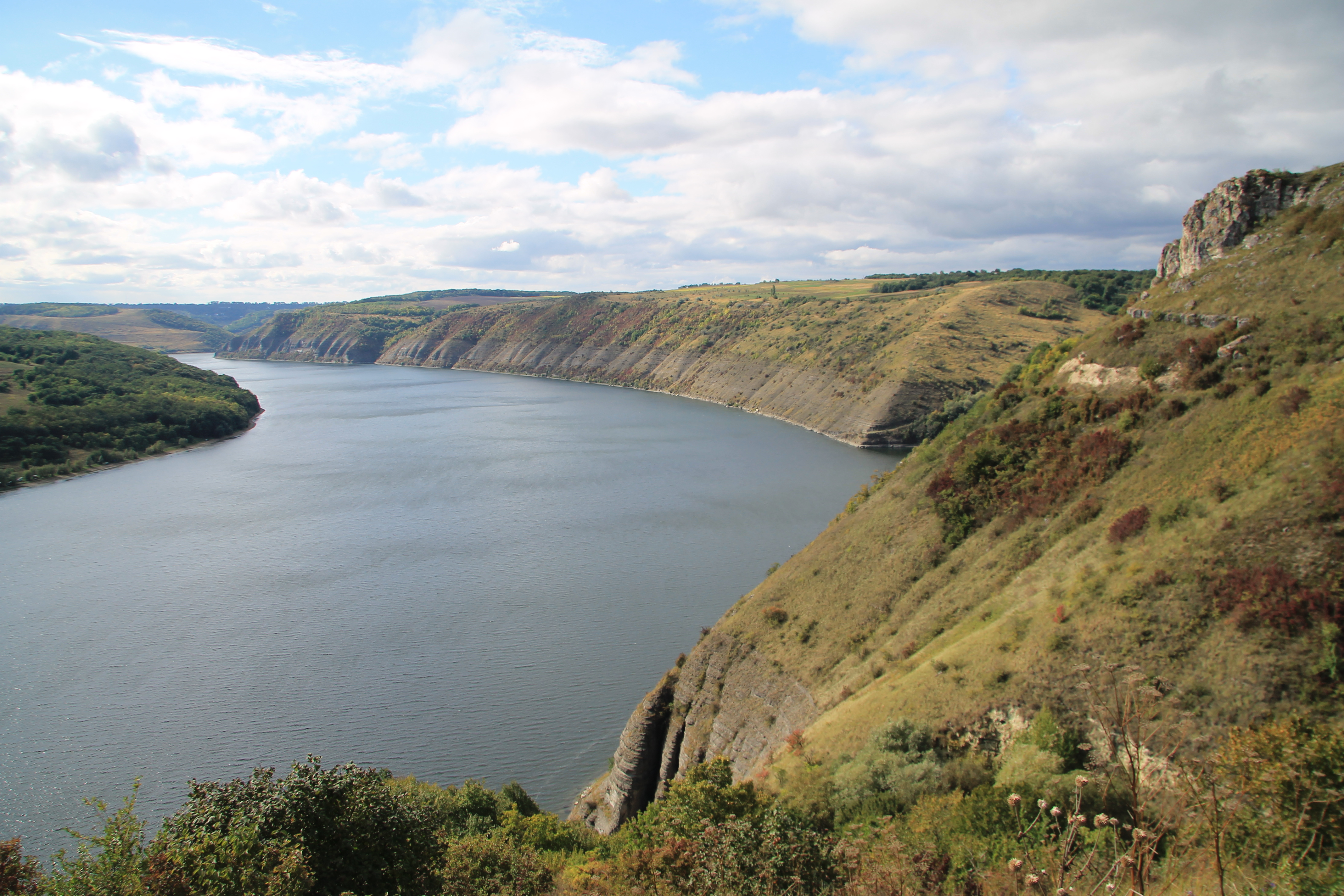
Indrukwekkende kloven langs de rivier Dnjestr.
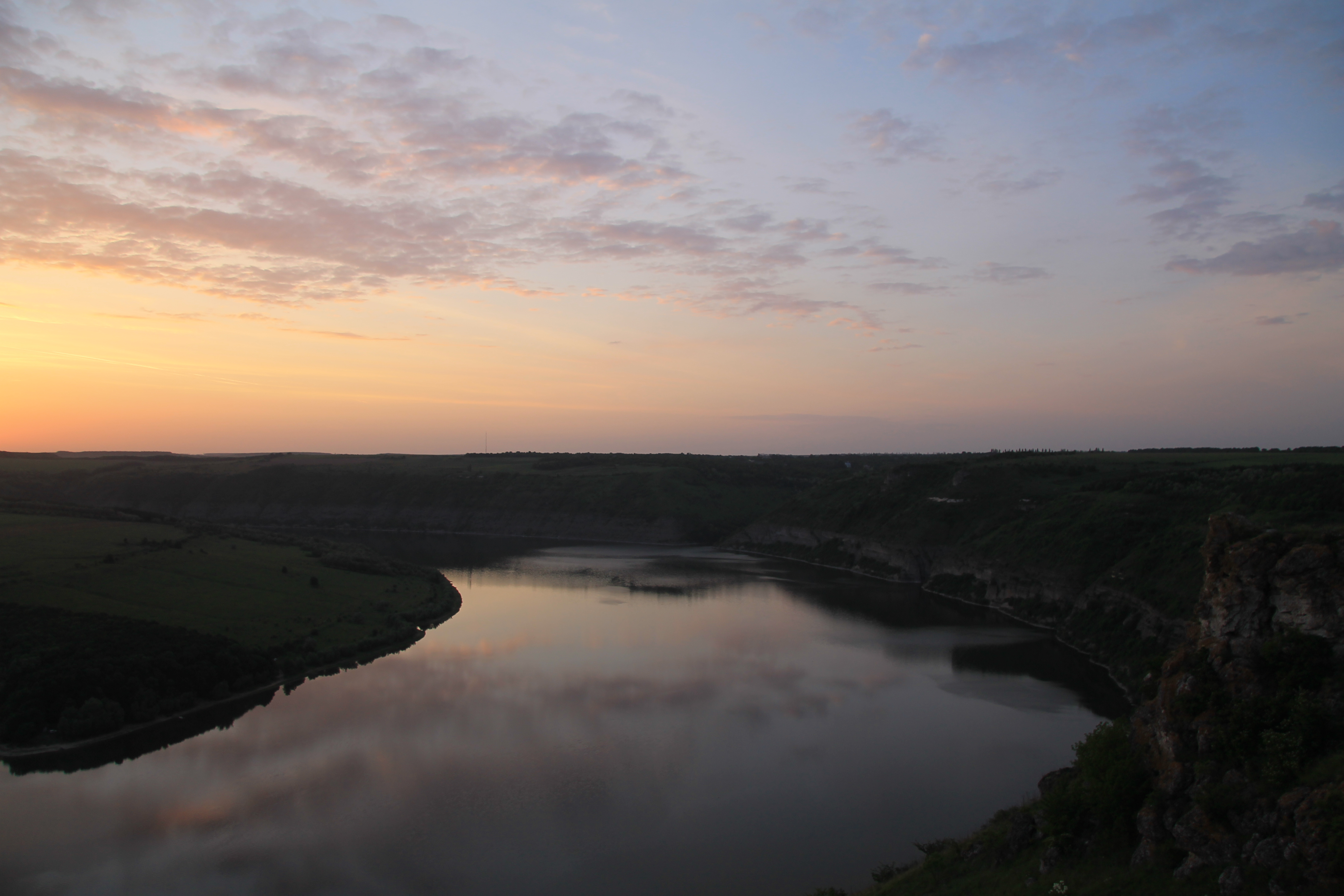
Zonsondergang over de Dnjestr.
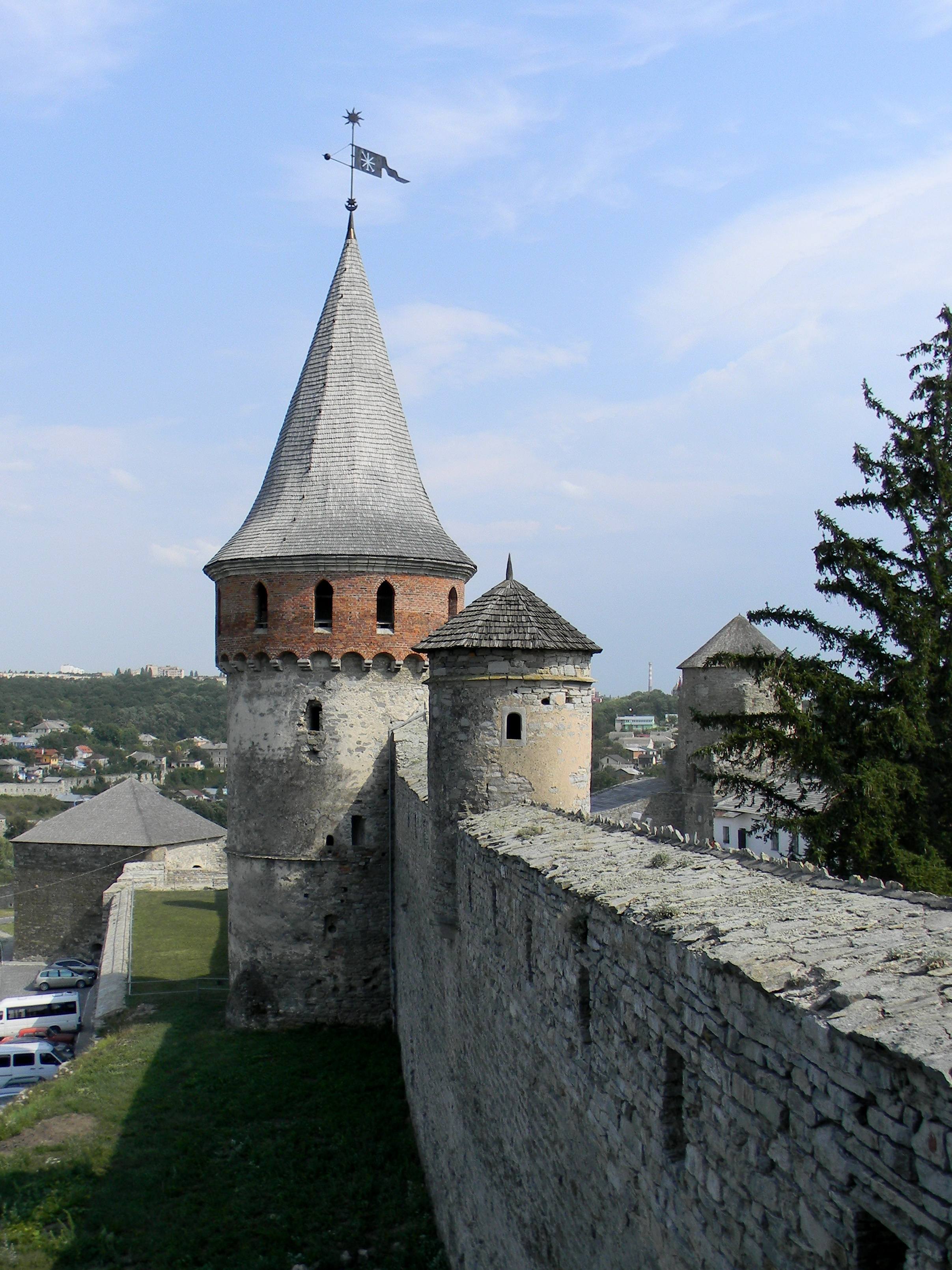
Muur en toren van het kasteel van Kamjanets-Podilsky.
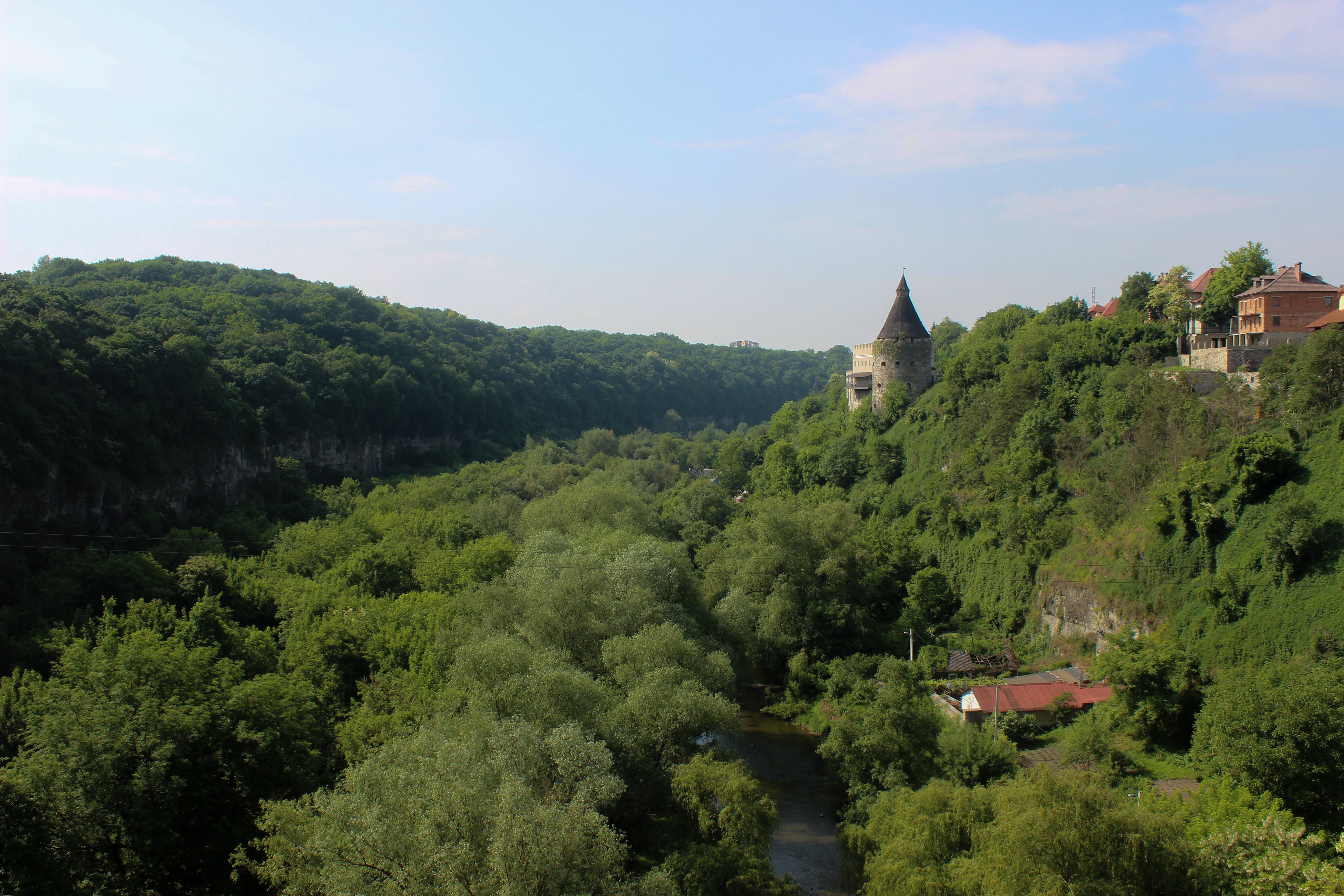
Kloven langs de rivier Smotrytsj, aan de rand van Kamjanets-Podilsky.
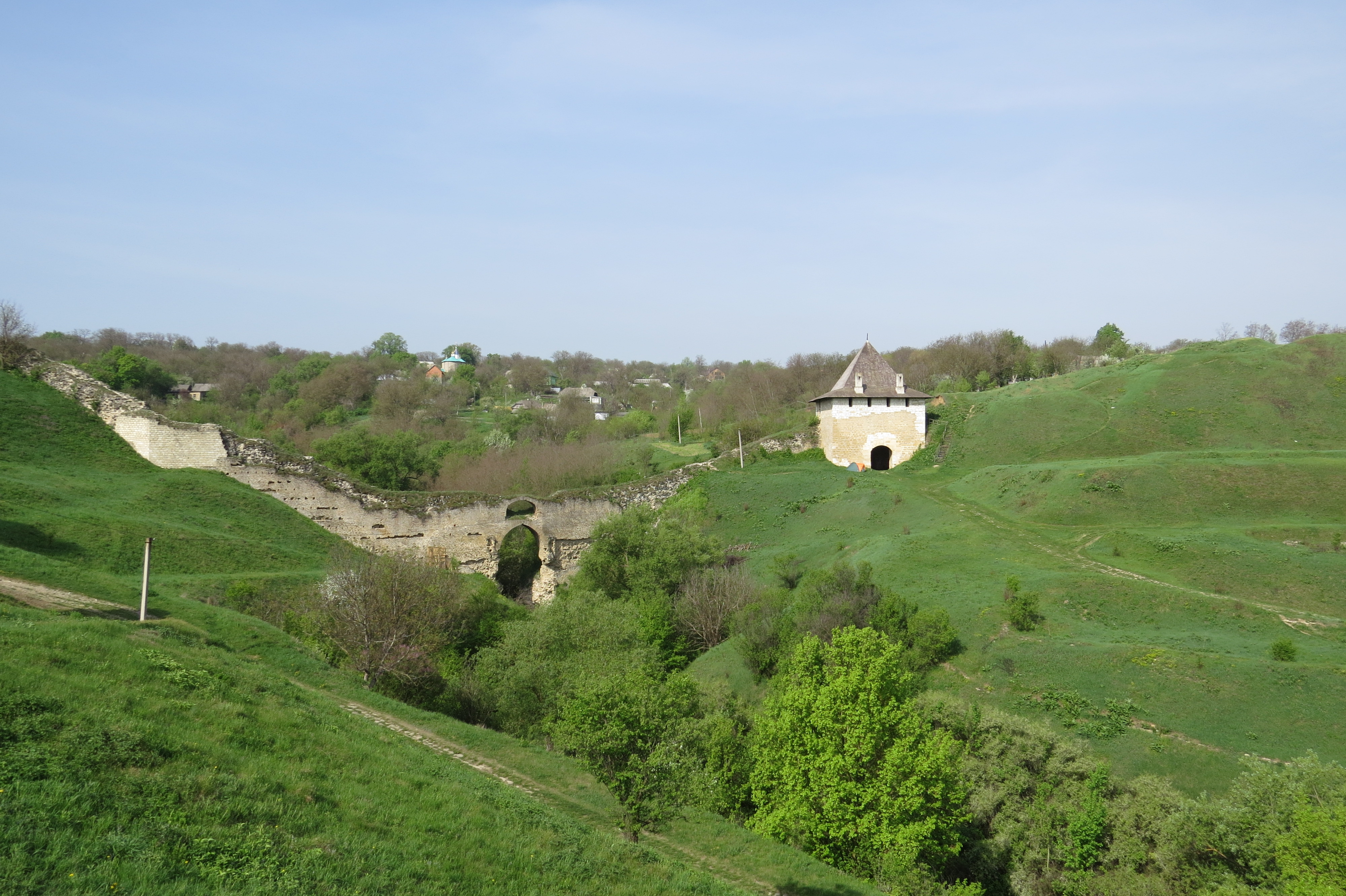
Landschap rondom het fort met een poort en stenen muren.

...
Boezky Hard · 
Chotynsky · 
Desnjansko-Starohoetsky · 
Homilsjanski Lisy · 
Karmeljoek-Podolië · 
Karpaten · 
Noord-Podolië · 
Oezjansky · 
Podilski Tovtry · 
Synevyr · 
Skolivski Beskydy · 
Toezlovski Lymany · 
Tsoemanska Poesjtsja · 
Zalissja
...